# Tanytarsus radens
Tanytarsus radens är en tvåvingeart som beskrevs av Krugger 1944. Tanytarsus radens ingår i släktet Tanytarsus och familjen fjädermyggor.
Artens utbredningsområde är Tyskland. Inga underarter finns listade i Catalogue of Life.